# Marburger Zeitung
Marburger Zeitung (sl. Mariborski časnik) je bil prvi tiskan časnik v Mariboru. Izhajati je pričel leta 1862 in je pod različnimi naslovi (Correspodent für Untersteiermark, Mariborer Zeitung) izhajal vse do leta 1945. 
Bil je glasilo nemške manjšine v Mariboru. Do leta 1919 je izhajal dva. do trikrat tedensko, kasneje pa vsak dan.